# Himlens Straf
Himlens Straf er en dansk stumfilm fra 1910 produceret af Biorama og instrueret af Vilhelm Poss-Nielsen. Filmen bygger på Ludvig Holbergs komedie Den forvandlede brudgom.
Filmen havde dansk premiere den 27. august 1910 på Nørrebros Biografteater.

## Handling
Denne artikel mangler et handlingsreferat. Hjælp os med at skrive det.

## Medvirkende
- Richard Jensen
- Jutta Lund
- Thora Meincke
- Signe Wilhelmi